# Виейра, Алисе
Алисе Виейра (порт. Alice Vieira; 20 марта 1943, Лиссабон, Португалия) — португальская писательница и журналистка.

## Биография
Родилась в Лиссабоне в 1943 году. Воспитывалась в семье дальних родственников. С юности интересовалась журналистикой, сотрудничала с газетами «O Almonda», «Diário Popular» и «Diário de Notícias», затем начала писать материалы для молодёжного приложения к газете «Diário de Lisboa», где работал и её будущий муж Мариу Каштрин. После начала отношений с Каштрином Виейра перешла в газету «Diário Popular» во избежание конфликта интересов.
В 1961 году поступила на филологический факультет Лиссабонского университета. Окончила университет в 1965 году, защитив дипломную работу о пьесах Ибсена и Бернарда Шоу.
В 1966 году переехала в Париж, где жила её двоюродная сестра — писательница и журналистка Мария Ламаш. В 1971 году вернулась в Лиссабон.
В 1979 году опубликовала книгу «Роза, моя сестра Роза», за которую получила премию в области детской литературы. В 1994 году стала лауреатом Большой премии Гульбенкяна. Была номинирована на премию Андерсена и премию Астрид Линдгрен.
7 марта 1997 года была награждена орденом Заслуг, а 17 ноября 2020 года — орденом Народного образования.
Произведения Алисе Виейры переведены на болгарский, венгерский, галисийский, испанский, итальянский, каталанский, китайский, корейский, немецкий, нидерландский, сербохорватский, французский языки. В 1988 году книга «Меч короля Афонсу» была издана на русском языке в переводе Н. Испольновой.

## Семья
- Первый муж — Мариу Каштрин (настоящее имя Мануэл Нунеш да Фонсека; 1920—2002)[5].
  - Дочь — Катарина Фонсека, журналистка и писательница[5].
  - Сын — Андре Фонсека, преподаватель[5].
- Второй муж — Мариу Пинту (умер в 2016 году)[2].